# Diversidad sexual en Liechtenstein
Las personas del colectivo LGBT en Liechtenstein se enfrentan a ciertos desafíos legales y sociales no experimentados por otros residentes, aunque en los últimos años ha habido mejoras considerables. La actividad sexual entre personas del mismo sexo ha sido legal en Liechtenstein desde 1989.

## Legislación y derechos

### Despenalización de la homosexualidad
En 1989, el Principado de Liechtenstein despenalizó la actividad sexual de personas del mismo sexo, derogando las secciones 129 y 130 del Código Penal, sin embargo la edad de consentimiento sexual no fue igualada con la de los heterosexuales hasta el año 2001. En el 2000 se revisó el código penal con el propósito de eliminar todo tipo de discriminación sobre la base de la orientación sexual, entrando en vigor al año siguiente.

### Protección contra la discriminación
El párrafo 4 del artículo 283 del Código Penal (1987), enmendado en 2016, proscribe los actos de discriminación por motivos de orientación sexual en términos generales y amplios, por lo tanto, se aplica en el ámbito laboral al igual que en el ámbito de bienes y servicios.

### Leyes sobre crímenes de odio e incitación al odio
La Ley de enmienda de la Ley de medios de comunicación (2012) añadió el párrafo e) al párrafo 2 del artículo 6 de la Ley de medios de comunicación (2005) para tipificar como delito el contenido de los medios de comunicación que incite, aliente o respalde el odio o la discriminación por motivos de orientación sexual. La ley de 2012 también añadió el párrafo b) al artículo 41(1) de la Ley de Medios de Comunicación para penalizar la publicidad que discrimina por motivos de orientación sexual

## Reconocimiento a parejas del mismo sexo
Desde el año 2011 las parejas homosexuales son reconocidas oficialmente. En 2001, la Lista Libre, partido político de Liechtenstein de tendencia socialdemócrata, presentó el proyecto de uniones para personas del mismo sexo al Parlamento, cuyo resultado fue la aprobación y fue enviada al gobierno central. Otro proyecto de ley para crear un registro de parejas de hecho, incluyendo a las homosexuales, fue rechazado en 2003. El 24 de octubre de 2007 fue aprobada en el Parlamento una nueva propuesta de Unión civil homosexual por 19 votos a favor y 6 en contra, pero aún se encuentra pendiente. En abril de 2010 la ministra de Justicia, Aurelia Frick, presentó el proyecto de Registro de parejas de hecho en abril de 2010, obteniendo la aprobación final por parte del Gobierno el 23 de noviembre. El 16 de diciembre del mismo año fue aprobado en el Parlamento en su primera lectura, y el 16 de marzo de 2011 en la segunda lectura, publicándose como ley el 21 de marzo. Sin embargo, un grupo conservador se interpuso avalándose en la Constitución de Liechtenstein, que da la posibilidad de realizar un referéndum revocatorio si la organización logra conseguir mil firmas en un plazo de 30 días. El referéndum se llevó a cabo el 19 de junio y resultó con un 68.8% de los votantes a favor de la unión civil.

## Condiciones de vida
En 1998 fue fundada FLay, una organización pro-homosexual que realiza actividades sociales entre Liechtenstein, Vorarlberg (Austria) y el Valle del Rin, en Suiza.